# Müncheberg
Müncheberg é um município da Alemanha, situado no distrito de Märkisch-Oderland, no estado de Brandemburgo. Tem 151,93 km² de área, e sua população em 2019 foi estimada em 6.945 habitantes.